# Diplazium cristatum
Diplazium cristatum är en majbräkenväxtart som först beskrevs av Louis Auguste Joseph Desrousseaux och som fick sitt nu gällande namn av Arthur Hugh Garfit Alston.
Diplazium cristatum ingår i släktet Diplazium och familjen Athyriaceae. Inga underarter finns listade i Catalogue of Life.